# Kirche Illnau

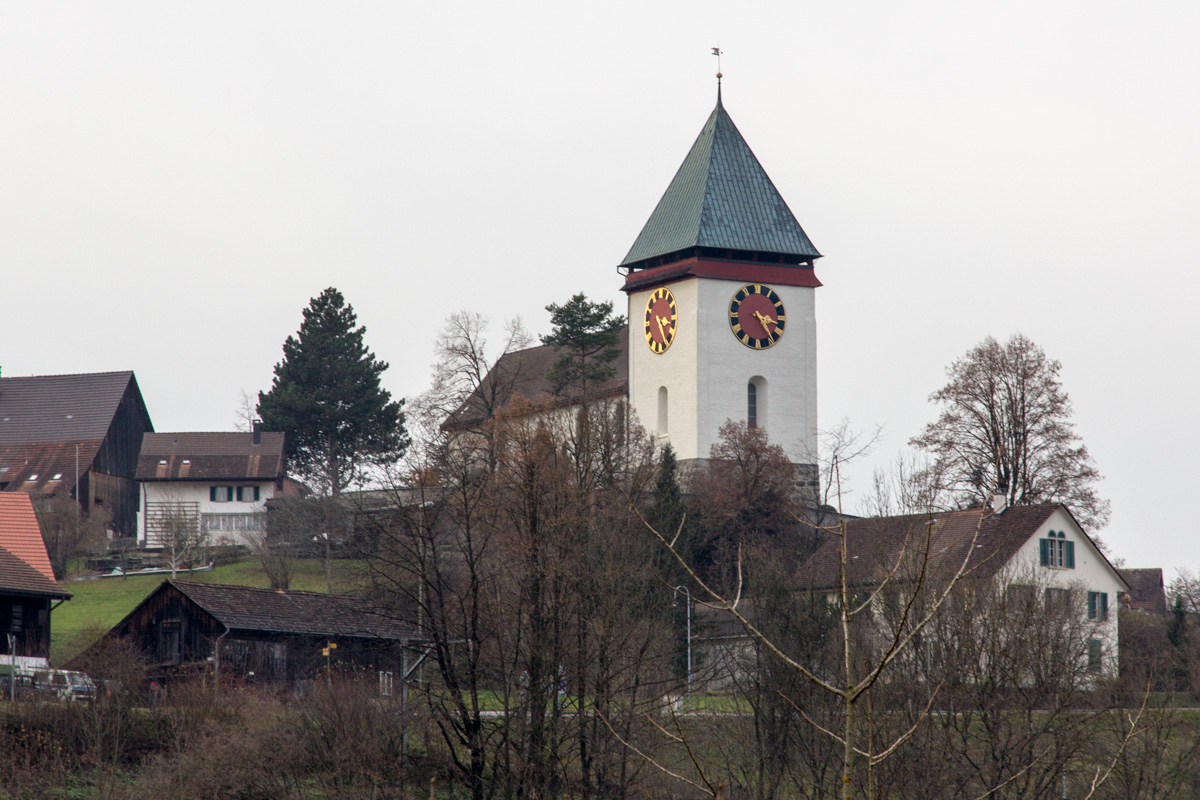
Kirche Illnau

Die Kirche Illnau ist eine reformierte Pfarrkirche in Ober-Illnau im Kanton Zürich. Sie ist St. Martin geweiht und wurde im 12. Jahrhundert erbaut. Die langgestreckte Kirche mit ihrem stämmigen Turm thront auf einer markanten Hügelkuppe über der Kempt.

## Geschichte
Die Besiedelung Illnaus durch die Alemannen datiert auf das späte 7. oder frühe 8. Jahrhundert. Aus dieser Zeit dürfte auch der erste Kirchenbau stammen, vermutlich bereits damals dem Heiligen Martin geweiht.
Zum ersten Mal wurde die Kirche in der zweiten Hälfte des 8. Jahrhunderts erwähnt. (Original im Stiftsarchiv St. Gallen). Damals gehörten zwei Fünftel der Kirche der Abtei St Gallen.
Die Vermutung, dass sie auf den Grundmauern eines römischen Wachtturms erbaut worden sein könnte, wurde 1954 anlässlich Grabungen bei einer Renovation widerlegt.
Bereits vor 1125 gelangte Kirche und zugehöriger Grundbesitz durch eine Schenkung Adalberts von Mörsburg in den Besitz der Benediktinerabtei Schaffhausen.
Aus dieser Zeit stammt der Neubau der Kirche als Steingebäude, das noch heute die Grundsubstanz sowohl des Kirchenschiffs als auch des Kirchturms ausmacht. Der Kirchturm wurde aus Nagelfluhstücken und Kieselsteinen erbaut und ist ungewöhnlich breit.
Laut einem von Hermann von Friedingen, Bischof von Konstanz (1182–1189) ausgehandelten Vergleich ging die Hälfte des Zehnten der Kirchgemeinde an den Leutpriester Albrecht, die andere Hälfte an das Kloster Allerheiligen.
Am 18. September 1347 bewilligte Papst Clemens V. die Inkorporation der ganzen Kirche als Besitz des Klosters Allerheiligen, die Bischof Ulrich von Konstanz am 3. Juli 1348 vollzog.
Illnau war zu dieser Zeit das Zentrum einer Pfarrei, die auch Kyburg, Rikon (Effretikon), Tagelswangen und Ottikon umfasste.
Mit der Auflösung des Klosters 1529 kam der Besitz an die Stadt Schaffhausen. Von 1524 bis 1834 erfolgten schrittweise Abtretungen an den Staat Zürich.
1420 bekam die Kirche eine erste Glocke, die heute zweitgrösste. Die Kirche wurde unter der Leitung von Landvogt Felix Schwarzmurer umgebaut. Turmrenovationen erfolgten 1584, 1625 und 1674. Bei einem grossen Jugendfest am 2. Januar 1819 (zum Gedächtnis an den 300 Jahre früher erfolgten Amtsantritt Zwinglis) stürzte der Holzemporenzugang ein, der sich ausserhalb der Kirche befand. Es gab mehrere Verletzte und einen Toten. Daraufhin wurde die Kirche um ein weiteres Stück verlängert und das Treppenhaus im Innern gebaut. Somit erhielt die Kirche Illnau im Wesentlichen die heute sichtbare äussere Gestaltung. 1851 erfolgte eine grosse Renovation; der Zustand der Kirche war sehr schlecht. ('ärmlich und beschämend grün vor Feuchtigkeit', laut der Beschreibung in der Chronik). 1819 wurde der Wunsch nach einer Orgel laut, das Interesse der Bevölkerung war aber nicht so gross; daher gab es erst 1847 eine erste Orgel, von Firma Kuhn. 1942 wurde sie von der gleichen Firma durch eine neue ersetzt. 1887 erfolgte eine weitere Grossrenovation: Da sich die westliche Giebelmauer von den Seitenmauern gelöst hatte und einzustürzen drohte, wurde die Fassade erneuert. Dazu gab es solide Fenster, einen neuen Fussboden und eine neue Bestuhlung.
Nach den Umbauten von 1852 und 1887 erscheint die romanisch-gotische Substanz des Langhauses heute biedermeierlich-neugotisch, während der Turm seinen mittelalterlichen Charakter bewahrt hat. Im Inneren besitzt die Gipsplafonddecke in Schiff und Chor eine feinprofilierte Stuckleiste mit Ecklappen und einen mittleren, sechseckigen Stern um eine Rosette (1852). Die Fenster stammen von Christian Berbig (1887). Markante Stücke sind der Pfarrstuhl (vermutlich aus 1651), ein Sitz mit lebhaft geformten Seitenwangen, und die Kanzel (1551). Der sechseckige Korpus lagert auf Konsölchen auf einer Säule. (Um 1970 wurde auf Anregung eines jungen Pfarrers die Säule stark verkürzt, wurde aber auf Intervention des Denkmalschutzes wieder auf fast ursprüngliche Höhe zurückgebaut). 1954 gab es neue Sitzbänke, das gemalte Dekor über der Empore wurde überstrichen bzw. entfernt. Grössere Renovationen erfolgten 1963 (Turm), 1967 (Aussenrestaurierung, Heizsystem etc.), ca. 1993 neuer Aussenanstrich.

## Die Glocken der Kirche Illnau
Die grösste Glocke stammte aus dem Jahr 1420. Aufgrund eines Sprunges wurde sie 1753 in Zürich umgegossen. Sie wiegt ca. 2046 kg (300 kg schwerer als die alte). Ihr Ton ist 'es'. Ihre Inschrift lautet: 'Ich berufe zusammen die Christen rein, bis kommt der Richter allgemein'. Weitere Prägungen sind das Wappen von Salomon Hirzel (Landvogt zu Kyburg), die Giesserkartusche von M. Füssli, und am unteren Rand die Wappen von Johann Heinrich Seiler (damaliger Pfarrer in Illnau), Untervogt Jakob Wegmann (Müller zu Mannenberg und Landrichter) und von Hans Jakob Egg (Kirchenpfleger und Müller in der Thalmühle). In der Giess-Kartusche steht geschrieben: 'Aus Hitz und Feuer bin ich geflossen, Moritz Füssli aus Zürich hat mich gegossen'. Ein Hammer schlägt auf ihr die Stunden und Halbstunden an. Die zweitgrösste Glocke, die älteste, wurde vermutlich 1420 von der Giesserfamilie Klain in Rottweil gegossen. Sie wiegt 1730 kg und hat den Ton 'as'. Sie soll einst im Zusammenhang mit den Schwabenkriegen in Gailingen (BW) zwischenzeitlich gestohlen worden sein. Als Schmuck trägt sie zwei Reliefs. Eines zeigt den Heiligen Martin mit dem Bettler, dem er die Hälfte seines Mantels überlässt, das andere Christus mit einer zeigenden Handbewegung. Inschrift: 'Im Namen des Herrn. Amen. Mit dieser Glocke beklage ich die Verstorbenen, schmücke ich Feste und breche ich Blitze'. Die drittgrösste Glocke (468 kg) wurde 1541 von Hans Füssli gegossen und ist auf den Ton 'b' gestimmt. Inschrift: 'O rex gloria Christe veni nobis cum pace' (oh König der Ehren Christus, komm zu uns mit Frieden). Die kleinste Glocke (200 kg) wurde ebenfalls 1541 von Hans Füssli gegossen. Ihre damalige Inschrift war: 'Ave Maria gracia plena dominus tecum, Anno domini M CCCCC XXXXI' (Gegrüsst seist du Maria voller Gnaden. Der Herr ist mit Dir). 1853 wurde sie umgegossen.
Das Glockengeläute ist in der Läutordnung geregelt. Einige Beispiele: Wenn die Beerdigung eines Mannes anzuzeigen ist, beginnt das Geläute mit der grössten Glocke, in der Reihenfolge 1,2,3,4; bei einer Frau mit Glocken 3,2,1,4; bei einem Kind läuten Glocken 4,3,2. Bis 1947 wurden die Glocken durch handgezogene Seile geläutet, was für den Sigristen eine ständige Präsenz erforderte, wurde doch jeden Tag viermal geläutet: um 5 Uhr morgens, 11 Uhr, 15 Uhr (Sommer) bzw.16 Uhr (Winter) das Vesperläuten und um 19 Uhr das Betzeitläuten. Die Elektrifizierung und die spätere Läutautomatik erleichterten die Arbeit. Auch in Illnau änderte sich die Zeit: Auswärtige zogen zu und beklagten sich wegen des Morgengeläuts. So wurde von der Kirchenpflege beschlossen, im Winter statt um 5 Uhr morgens eine Stunde später zu läuten.

## Technik der Turmuhr
In den 60er Jahren wurde die rund 100-jährige Andelfinger Turmuhr stillgelegt und durch elektrischen Antrieb für Uhr und Glocken ersetzt. Dabei erfolgte die Uhrensteuerung mit hochpräziser Funkuhr. Ca. 2006 wurde durch Firma Muff die mechanische Uhr totalrevidiert und mit Elektronik kombiniert. So wird der Stundenschlag wieder von der altehrwürdigen Uhr gesteuert. Einziger Unterschied ist, dass nicht mehr das Pendel im Uhrwerk, sondern ein kleiner funkuhr-gesteuerter Motor das Uhrwerk antreibt und damit höchste Ganggenauigkeit bringt. Eine neue elektronische Steuerung der Glockenmotoren ermöglicht einen sanften Tonanschlag der Klöppel (aufgrund des Schwunges der Glocken berechnet die Steuerung die genau richtigen Ein- und Ausschaltzeitpunkte der Motoren. Die früher dafür notwendigen Endschalter mit eigenem Kettenzug entfallen dabei.)